# Sportovní Klub Slavia Praga (femenino)
El SK Slavia Praga Femenino es la sección femenina del Slavia Praga, un club checo de fútbol. Juega en la Liga checa, en el Estadio Chvalech de Praga.

## Historia
El Slavia fue uno de los clubes pioneros del fútbol femenino en el bloque soviético, y en 1970 ganó su primer título. Ya en los tiempos de Checoslovaquia los clubes checos y eslovacos competían en ligas diferentes, y el Slavia fue junto al Sparta Praga el gran dominador del campeonato checo, con once títulos. 
Tras la separación el Sparta pasó a ser el mejor equipo del país con diferencia, y aunque el Slavia sigue siendo el segundo mejor sólo han podido ganar dos ligas en veinte años, la última en 2014, cuando consiguieron su primer doblete. Han participado dos veces en la Liga de Campeones; en ambas cayeron en la primera ronda.

## Jugadoras

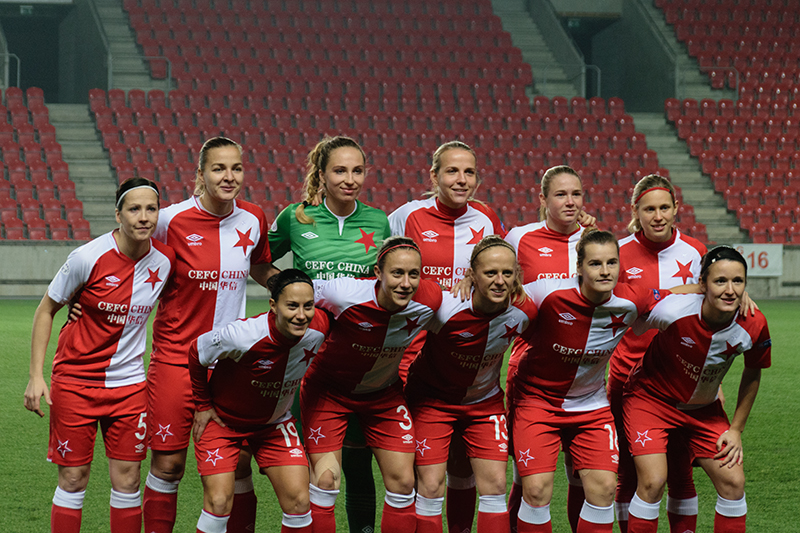
El equipo en 2017.

## Palmarés
| Competición nacional                      | Títulos                                                                                            | Subcampeonatos                                                                                                |
| ----------------------------------------- | -------------------------------------------------------------------------------------------------- | --- |
| Primera División (Checoslovaquia) (11/?)  | 1969-70, 1970-71, 1971-72, 1973-74, 1974-75, 1978-79, 1982-83, 1986-87, 1987-88, 1991-92, 1992-93. | ? |
| Primera División (República Checa) (7/12) | 2002-03, 2003-04, 2013-14, 2014-15, 2015-16, 2016-17, 2019-20.                                     | 1999-2000, 2004-05, 2005-06, 2006-07, 2007-08, 2008-09, 2009-10, 2010-11, 2011-12, 2012-13, 2017-18, 2018-19. |
| Copa de la República Checa (2/6)          | 2013-14, 2015-16.                                                                                  | 2007-08, 2010-11, 2012-13, 2014-15, 2016-17, 2018-19.                                                         |

## Récord en la Liga de Campeones
- 2004: 1/16 2-0 Clujana, 3-0 Newtownabbey, 1-2 Umea
- 2015: 1/16 0-1 0-3 Barcelona